# SMS V 152
V 152 – niemiecki niszczyciel z okresu I wojny światowej. Trzecia jednostka typu V 150. Okręt wyposażony w trzy kotły parowe opalane węglem. Zapas paliwa 164 tony. Po wojnie służył w Reichsmarine. Skreślony z listy floty 31 marca 1931 roku, złomowany w 1935 roku.